# São Pedro de Sarracenos
São Pedro de Sarracenos est une freguesia portugaise du concelho de Bragance, avec une superficie de 15,91 km2 pour une population de 366 habitants (2011). Densité: 23 hab/km2.